# 宮田慶子
宮田 慶子（みやた けいこ、1957年〈昭和32年〉7月7日 - ）は、東京都出身の日本の演出家。劇団青年座（文芸部）所属。新国立劇場演劇研修所所長。日本劇団協議会常務理事。
学習院女子高等科を経て、学習院大学文学部国文学科中退後、青年座研究所を修了、1980年青年座（文芸部）入団。学習院女子高等科および学習院大学では演劇部に所属。1983年『ひといきといき』作・演出でデビューした。劇団青年座のほか、松竹、新国立劇場、ホリプロ、パルコ主催の作品を数多く手がけている。2010年9月〜2018年8月新国立劇場演劇部門芸術監督。2016年4月〜新国立劇場演劇研修所所長。

## 受賞歴
- 1990年（平成2年）、第45回文化庁芸術祭賞（『セイムタイム・ネクストイヤー』[1]）
- 1994年、第29回紀伊国屋演劇賞個人賞（『MOTHER』）
- 1997年、第5回読売演劇大賞優秀演出家賞（『フユヒコ』）
- 1999年（平成10年度）芸術選奨新人賞（『ディアー・ライアー』）
- 2001年、第9回読売演劇大賞最優秀演出家賞受賞（『セイムタイム・ネクストイヤー』、『赤シャツ』、『悔しい女』、『サラ』）
- 2002年（2001年度）、第43回毎日芸術賞（第4回千田是也賞）（『赤シャツ』、『サラ』、『悔しい女』）[2]
- 2019年、第6回ハヤカワ「悲劇喜劇」賞受賞（『消えていくなら朝』の演出）[3]

## 主な演出作品
- ひといきといき - 1983年、青年座
- ブンナよ、木からおりてこい（水上勉作） - 1985年、青年座
- セイタイム・ネクストイヤー - 1990年、加藤健一事務所
- MOTHER-君わらひたまふことなかれ（マキノノゾミ作）- 1994年、青年座
- フユヒコ （マキノノゾミ）- 1997年、青年座
- 愛は謎の変奏曲 - 1998年、松竹
- ディアー・ライアー　1998年11月　新国立劇場
- 恋の三重奏（アラン・エイクボーン作）- 1999年、松竹
- パーフェクト・デイズ - 2000年、ホリプロ
- 赤シャツ　（マキノノゾミ）2001年４月　青年座
- 悔しい女 （土田英生作）- 2001年11月、青年座
- おやすみの前に - 2002年、パルコ
- ノイズオフ - 2002年、ホリプロ
- エレファント・マン - 2002年、ホリプロ
- 伝説の女優 - 2002年、ダンカン
- 越路吹雪物語 - 2003年、コマプロダクション
- サラ　2003年4月　松竹
- ふたたびの恋 - 2003年、パルコ
- ７ストーリーズ　2003年12月　シアター２１
- グリマーアンドシャイン　2005年5月　シアター２１
- 燕のいる駅 - 2005年、フジテレビジョン・関西テレビ放送
- 屋上庭園／動員挿話 - 2005年、新国立劇場
- 妻をめとらば～晶子と鉄幹～ - 2006年、新歌舞伎座
- 東京原子核クラブ（マキノノゾミ作）- 2006年・2008年、俳優座劇場
- ペテン師と詐欺師 - 2006年・2007年（再演）、ホリプロ
- 紫式部ものがたり - 2006年・2008年（再演）、松竹
- 忘れられない人 - 2007年、フジテレビジョン
- 朱雀家の滅亡（三島由紀夫作）2007年12月　あうるスポット
- 帰り花 - 2008年、（社）日本劇団協議会
- グリーンフィンガーズ　 2009年2月
- ガブリエル・シャネル - 2009年・2011年（再演）、松竹
- 君と見る千の夢　2010年5月
- ヘッダ・ガーブレル（イプセン作）- 2010年、新国立劇場
- わが町（ソーントン・ワイルダー作）- 2011年、新国立劇場
- をんな善哉（鈴木聡作）- 2011年　青年座
- 朱雀家の滅亡（三島由紀夫作） - 2011年9月-10月、新国立劇場
- 負傷者16人 - 2012年、新国立劇場
- 真田十勇士（中島かずき作）- 2013年、赤坂ACTシアター、中日劇場、梅田芸術劇場メインホール
- 横濱短篇ホテル（マキノノゾミ）2013年4月　青年座
- ピグマリオン（バーナード・ショウ）ー2013年11月、新国立劇場
- 永遠の一瞬（ドナルド・マーグリーズ）2014年7月　新国立劇場新国立劇場
- 地の乳房（水上勉）2014年10月　青年座
- パッション（ソンドハイム / ジェームス・ラパイン）2015年10月　新国立劇場
- オーファンズ - 2016年、東京芸術劇場シアターウエスト、新神戸オリエンタル劇場
- 月こうこう・風そうそう（別役実）2016年　新国立劇場
- わが兄の弟（マキノノゾミ）2017年　青年座
- 君が人生の時（ウィリアム・サローヤン）2017年　新国立劇場
- 同郷同年（くるみざわしん）2017年　日本劇団協議会
- 砂塵のニケ（長田育恵作）2018年　青年座
- 消えていくなら朝（蓬莱竜太作）２０１８年　新国立劇場
- クィーン・エリザベス　2019年　松竹
- 北斎漫画　（矢代静一）　2019年　グローブ座
- DNA （中村ノブアキ）　2019年　青年座
- エレファント・ソング 2022年　PARCO劇場
- ようこそ、ミナト先生　2022年 東京・新国立劇場 中劇場、梅田芸術劇場メインホール
- 金閣炎上　2023年　　青年座
- キャメロット　2023年　　松竹

## 外部サイト
- 宮田慶子オフィシャルサイト - ウェイバックマシン（2016年10月4日アーカイブ分）